# اکالتارا
اکالتارا (به انگلیسی: Akaltara) یک منطقهٔ مسکونی در هند است که در چتیسگر واقع شده‌است.

## خصوصیات
اکالتارا ۲۱٬۳۳۳ نفر جمعیت دارد و ۲۸۳ متر بالاتر از سطح دریا واقع شده‌است.